# Oliarus halemanu
Oliarus halemanu är en insektsart som beskrevs av Giffard 1925. Oliarus halemanu ingår i släktet Oliarus och familjen kilstritar. Inga underarter finns listade i Catalogue of Life.